# Johann Kaspar Friedrich Manso
Johann Kaspar Friedrich Manso (Zella-Mehlis, 26 maggio 1760 – Breslavia, 9 giugno 1826) è stato un filologo, insegnante e storico tedesco.

## Biografia
Manso nacque a Zella-Mehlis e studiò a Jena. Insegnò presso il ginnasio di Gotha dal 1785 e nel 1790 si trasferì al Magdaleneum di Breslavia, dove fu prosettore e poi dal 1793 rettore. Morì a Breslavia nel 1826.

## Opere
- Sparta, ein Versuch zur Aufklärung der Geschichte und Verfassung dieses Staats (Leipzig, 1800–1805, 3 vol.)
- Leben Konstantins des Großen (Breslau, 1817)
- Geschichte des preußischen Staats seit dem Hubertsburger Frieden (Frankfurt, 1819–1820, 3 vols.; 2 ed. 1835)
- Geschichte des ostgotischen Reichs in Italien (Breslau, 1824)